# Associazione Calcio Sangiovannese 2004-2005
Questa pagina raccoglie le informazioni riguardanti l'Associazione Calcio Sangiovannese nelle competizioni ufficiali della stagione 2004-2005.

## Rosa
| N. |                   | Ruolo | Calciatore             |
| -- | ----------------- | ----- | ---------------------- |
|    | Italia (bandiera) | P     | Massimiliano Adami     |
|    | Italia (bandiera) | A     | Francesco Baiano       |
|    | Italia (bandiera) | D     | Riccardo Bolzan        |
|    | Italia (bandiera) | D     | Fabio Bonadei          |
|    | Italia (bandiera) | A     | Massimiliano Bongiorni |
|    | Italia (bandiera) | C     | Cristiano Caleri       |
|    | Italia (bandiera) | D     | Simone Calori          |
|    | Italia (bandiera) | D     | Mauro Coletta          |
|    | Italia (bandiera) | A     | Massimo De Martin      |
|    | Italia (bandiera) | D     | Massimiliano Farris    |
|    | Italia (bandiera) | D     | Alessandro Fogacci     |
|    | Italia (bandiera) | C     | Alessandro Galli       |
|    | Italia (bandiera) | A     | Denis Maccan           |
|    | Italia (bandiera) | C     | Francesco Magnanelli   |

| N. |                     | Ruolo | Calciatore            |
| -- | ------------------- | ----- | --------------------- |
|    | Italia (bandiera)   | D     | Osvaldo Mannucci      |
|    | Italia (bandiera)   | A     | Lorenzo Morandini     |
|    | Italia (bandiera)   | C     | Alessio Morelli       |
|    | Italia (bandiera)   | D     | Gianluca Nocentini    |
|    | Italia (bandiera)   | D     | Giuseppe Occhipinti   |
|    | Svizzera (bandiera) | A     | Giuseppe Perrone      |
|    | Italia (bandiera)   | P     | David Pierini         |
|    | Italia (bandiera)   | C     | Manuel Scalise        |
|    | Italia (bandiera)   | D     | Gianbattista Scugugia |
|    | Italia (bandiera)   | C     | Alessio Stamilla      |
|    | Italia (bandiera)   | P     | Michele Tardioli      |
|    | Italia (bandiera)   | C     | Luca Tognozzi         |
|    | Italia (bandiera)   | C     | Simone Vespignani     |
|    | Italia (bandiera)   | D     | Marco Villagatti      |

## Risultati

### Campionato

#### Girone di andata
| 12 settembre 2004 1ª giornata | Sangiovannese | 1 – 1 | Vittoria |  |

| 19 settembre 2004 2ª giornata | Grosseto | 0 – 0 | Sangiovannese |  |

| 26 settembre 2004 3ª giornata | Sangiovannese | 3 – 0 | Lumezzane |  |

| 3 ottobre 2004 4ª giornata | Mantova | 1 – 0 | Sangiovannese |  |

| 10 ottobre 2004 5ª giornata | Sangiovannese | 1 – 2 | Pro Patria |  |

| 17 ottobre 2004 6ª giornata | Pisa | 2 – 1 | Sangiovannese |  |

| 24 ottobre 2004 7ª giornata |  | – Turno di riposo |  |  |

| 31 ottobre 2004 8ª giornata | Sangiovannese | 3 – 0 | Pistoiese |  |

| 7 novembre 2004 9ª giornata | Como | 1 – 2 | Sangiovannese |  |

| 14 novembre 2004 10ª giornata | Sangiovannese | 0 – 0 | Frosinone |  |

| 21 novembre 2004 11ª giornata | Prato | 2 – 1 | Sangiovannese |  |

| 28 novembre 2004 12ª giornata | Sangiovannese | 3 – 0 | Fidelis Andria |  |

| 5 dicembre 2004 13ª giornata | Spezia | 3 – 1 | Sangiovannese |  |

| 8 dicembre 2004 14ª giornata | Sangiovannese | 3 – 1 | Acireale |  |

| 12 dicembre 2004 15ª giornata | Torres | 2 – 4 | Sangiovannese |  |

| 19 dicembre 2004 16ª giornata | Sangiovannese | 2 – 1 | Pavia |  |

| 6 gennaio 2005 17ª giornata | Lucchese | 0 – 0 | Sangiovannese |  |

| 9 gennaio 2005 18ª giornata | Sangiovannese | 2 – 0 | Novara |  |

| 16 gennaio 2005 19ª giornata | Cremonese | 2 – 1 | Sangiovannese |  |

#### Girone di ritorno
| 23 gennaio 2005 20ª giornata | Vittoria | 4 – 1 | Sangiovannese |  |

| 30 gennaio 2005 21ª giornata | Sangiovannese | 0 – 0 | Grosseto |  |

| 6 febbraio 2005 22ª giornata | Lumezzane | 0 – 0 | Sangiovannese |  |

| 13 febbraio 2005 23ª giornata | Sangiovannese | 1 – 0 | Mantova |  |

| 16 febbraio 2005 24ª giornata | Pro Patria | 0 – 0 | Sangiovannese |  |

| 20 febbraio 2005 25ª giornata | Sangiovannese | 0 – 1 | Pisa |  |

| 27 febbraio 2005 26ª giornata |  | – Turno di riposo |  |  |

| 6 marzo 2005 27ª giornata | Pistoiese | 2 – 1 | Sangiovannese |  |

| 13 marzo 2005 28ª giornata | Sangiovannese | 1 – 1 | Como |  |

| 20 marzo 2005 29ª giornata | Frosinone | 2 – 1 | Sangiovannese |  |

| 26 marzo 2005 30ª giornata | Sangiovannese | 1 – 0 | Prato |  |

| 20 aprile 2005 31ª giornata | Fidelis Andria | 1 – 2 | Sangiovannese |  |

| 6 aprile 2005 32ª giornata | Sangiovannese | 0 – 0 | Spezia |  |

| 10 aprile 2005 33ª giornata | Acireale | 1 – 0 | Sangiovannese |  |

| 17 aprile 2005 34ª giornata | Sangiovannese | 0 – 0 | Torres |  |

| 24 aprile 2005 35ª giornata | Pavia | 0 – 1 | Sangiovannese |  |

| 1º maggio 2005 36ª giornata | Sangiovannese | 0 – 1 | Lucchese |  |

| 8 maggio 2005 37ª giornata | Novara | 0 – 2 | Sangiovannese |  |

| 15 maggio 2005 38ª giornata | Sangiovannese | 1 – 1 | Cremonese |  |